# Smedsbyn
Smedsbyn är en småort i Nederluleå socken i Luleå kommun. Vid avgränsningen 2023 var den uppdelad i två där norra delen utbrutits och bildat småorten Smedsbyn norr.

## Historik
Smedsbyn är en gammal by som daterar sig tillbaka till 1400-talet och byn hade åtta gårdar år 1543.
Smedsbyn blev utsedd till Årets by i Luleå kommun 1999.
Under 2017 lade Skanova ner det kopparbaserade telenätet på orten.

### Befolkningsutveckling
| Befolkningsutvecklingen i Smedsbyn 1960–2015                     | Befolkningsutvecklingen i Smedsbyn 1960–2015 | Befolkningsutvecklingen i Smedsbyn 1960–2015 | Befolkningsutvecklingen i Smedsbyn 1960–2015 | Befolkningsutvecklingen i Smedsbyn 1960–2015 |
| ---------------------------------------------------------------- | -------------------------------------------- | -------------------------------------------- | -------------------------------------------- | -------------------------------------------- |
|                                                                  |                                              |                                              |                                              |                                              |
| År                                                               |                                              |                                              | Folkmängd                                    | Areal (ha)                                   |
| 1960                                                             | 1960                                         |                                              | 193                                          | ¤                                            |
| 1990                                                             | 1990                                         |                                              | 167                                          | 41#                                          |
| 1995                                                             | 1995                                         |                                              | 174                                          | 45#                                          |
| 2000                                                             | 2000                                         |                                              | 175                                          | 45#                                          |
| 2005                                                             | 2005                                         |                                              | 182                                          | 54#                                          |
| 2010                                                             | 2010                                         |                                              | 166                                          | 54#                                          |
| 2015                                                             | 2015                                         |                                              | 179                                          | 74#                                          |
| Anm.: ¤ Som tätortsbebyggelse med 150-199 invånare # Som småort. |                                              |                                              |                                              |                                              |

## Samhället
I Smedsbyn finns både lanthandel, missionskyrka, pensionärslägenheter, elva egna företagare och ett stort antal hantverkare samt aktiva skogsägare, hästägare och potatisodlare.
Smedsbyn har också två mjölkbönder varav ett är det största jordbruket med lösdrift i Norrbotten. 
Byn är en av Norrbottens längsta byar.